# Zázrivá
Zázrivá (in ungherese Zázriva) è un comune della Slovacchia facente parte del distretto di Dolný Kubín, nella regione di Žilina.